# Acriú
Acriú (Akriu), pleme američkih Indijanaca sa sjevera brazilske države Ceará. Pripadali su staroj rasi Tapuya. U tridesetgodišnjem ratu od 1686 i 1720 udružuju se s plemenima Anacés, Janduís, Paiacús, Icós, Quixêlos, Jaguaribaras, Arariús, Canindés, Crateús i Tremembés u borbi protiv Portugalaca.